# Liste von Schiffen mit dem Namen Spree
Spree war und ist ein mehrfach genutzter Schiffsname bzw. Teil eines Schiffsnamens. Aufgenommen in die Liste wurden auch Schiffe, in deren Namen Spree vorkommt. Die Spree ist ein knapp 400 Kilometer langer linker Nebenfluss der Havel.

## Schiffsliste
| Bezeichnung | Schiffsart                | Klasse / Typ                        | Baujahr | Bauwerft                                    | Eigner                                                                     | Dienstzeit        | Verbleib                                                 | Bild |
| ----------- | ------------------------- | ----------------------------------- | ------- | ------------------------------------------- | -------------------------------------------------------------------------- | ----------------- | -------------------------------------------------------- | ---- |
| Spree       | Passagierschiff           | Flüsse-Klasse                       | 1890    | AG Vulcan, Stettin                          | Norddeutscher Lloyd                                                        | 1890–1899         | 1899 in Kaiserin Maria Theresia umbenannt, 1905 versenkt |      |
| Spreewald   | Trockenfrachter           |                                     | 1907    | Furness Shipbuilding Company, Haverton Hill | HAPAG                                                                      | 1908–1914         | 1951 abgewrackt                                          |      |
| Spreewald   | Trockenfrachter           | Wald-Klasse der Hapag               | 1922    | Deutsche Werft, Hamburg                     | HAPAG                                                                      | bis 31. Jan. 1942 | versenkt                                                 |      |
| Spree       | Trockenfrachter           |                                     | 1952    | Nordseewerke GmbH (NSW), Emden              | div. Eigner u. a. ab 19. November 1962 an VEB Deutsche Seereederei Rostock | bis 1985          | Abbruch ab Februar 1985 Gadani                           |      |
| Spreewald   | Trockenfrachter           |                                     | 1952    | Odense Staalskibsværft, Odense              | div. Eigner u. a. ab 15. Juli 1965 an VEB Deutsche Seereederei Rostock     | bis 1982          | Abbruch ab Dezember 1982 in Griechenland                 |      |
| Spree       | Kabinenfahrgastschiff     |                                     | 1882    | VEB Schiffswerft, Aken (Elbe)               | VEB Deutsche Binnenreederei Berlin                                         | 1964–1988         | 1994 abgebrochen                                         |      |
| Spree       | Motorgüterschiff (Binnen) |                                     | 1973    | Heinrich Grube – Schiffswerft, Hamburg      |                                                                            |                   | in Fahrt                                                 |      |
| Spreetrans  | Schubboot                 | Kanalschubschiff Typ 190 Z (KSS 23) | 1966    | VEB Rosslauer Schiffswerft, Rosslau         |                                                                            |                   | in Fahrt                                                 |      |
| Spree       | Tauchsafariboot           |                                     | 1976    | Swiftships                                  | Spree Expeditions                                                          |                   | in Fahrt                                                 |      |
| Spree       | Tagesausflugsschiff       | Binnenfahrgastschiff (BiFa) Typ III | 1978    | VEB Yachtwerft Berlin                       | Reederei Kutzker                                                           |                   | in Fahrt                                                 |      |
| Spreekrone  | Tagesausflugsschiff       |                                     | 1994    | Lux-Werft, Mondorf                          | Reederei Bruno Winkler                                                     |                   | in Fahrt                                                 |      |

## Berliner Schiffe
Die Berliner Reederei Riedel verwendet bei mindestens zehn Fahrgastschiffen und einem Restaurantschiff den Namenszusatz Spree:
- Spree-Athen, Spree-Blick I + II + III, Spree-Comtess, Spree-Diamant, Spree-Lady, Spree-Nixe, Spree-Perle, Spree-Prinzessin, Spree Blick (als antriebsloser Restaurantponton).

## Weitere Erwähnungen
- 1864 wurde ein eiserner Dampfer mit dem Namen Sprea, 17,5 m lang, 3,00 m breit für 120 Personen von der Eisengießerei, Maschinen- und Schiffsbauanstalt von Carl Kesseler & Sohn aus Greifswald an die Unternehmer Wittenberg und Kühl in Berlin geliefert.[8]
- In den 1860er Jahren verkehrte zwischen Werder (Havel), Potsdam und Berlin der Raddampfer Spree, in den Sommermonaten gechartert von den Werderschen[9] Obstzüchtern, damals wurden Obst und Gemüse per Dampfschiff über die Havel in das sich immer rascher entwickelnde Berlin transportiert, sonst als Schleppdampfer.[10]
- Im Besitz der Teltower Kreisschiffahrt, 1907 das zweitgrößte Personenschifffahrtsunternehmen im Berliner Raum, besaß unter anderem den 1905 bei der Werft Cäsar Wollheim und Reederei, Cosel bei Breslau gebauten Doppelschraubenschleppdampfer Spree, 18,75 m lang, 4,00 m breit mit 2× 48 PS.[11]
- Die Spreetal II war ein 1926 bei der Werft Schramm gebautes Holzmotorboot für die Reederei Kurt Kögel aus Erkner. Die Partnerreederei Herman Schmidt aus Freienbrink besaß ein Motorschiff mit dem Namen Spreenixe.[12]
- Der Fährbetrieb Otto Hühne aus Berlin-Schöneweide nutzte eine Motorfähre mit dem Namen Spreeschloß für den Fährbetrieb zwischen Baumschulenweg und Wilhelmstrand, heute an selber Stelle die Fährlinie F11.[13]